# 物玛错
物玛错是一个位于中国西藏自治区那曲地区的湖泊，面积约为3.57平方千米，属于青藏高原。它的一级流域为内流区诸河，二级流域为西藏内流区。